# Глубокое (озеро, Казань)
Глубокое (Большое Глубокое, тат. Тирән күл) — озеро в Казани, лежит на территории лесопарка «Лебяжье». Максимальная глубина озера — 13,5 метра, средняя равна 6,5 м. Площадь озера на 1990 год равна 0,104 км², имеет тенденцию к сокращению. Размеры озера — 780 на 190 м. Объем — 980 тыс. м³.

## Расположение
Озеро Глубокое расположено на территории Республики Татарстан, в Кировском районе Казани, на второй террасе Волги.

## Описание
Озеро имеет карстово-суффозионное происхождение, на дне имеется три карстовые воронки. Окружено сосновыми и сосново-широколиственными лесами. Имеет поверхностное и подземное питание

## База отдыха «Глубокое озеро»
Вблизи водоема расположена база отдыха «Глубокое озеро», которая предоставляет гостям в аренду загородные дома разной ценовой категории. Посетители базы отдыха могут поиграть в волейбол, пейнтбол, лазертаг, бильярд, шахматы, настольный теннис, шашки и нарды. На территории базы отдыха построен веревочный парк «Маугли» (аттракцион рассчитан как для взрослых, так и для детей от 14 лет). Адрес веревочного парка — Озеро Глубокое, 1.
Отдыхающие могут воспользоваться рестораном с беседками, детской площадкой и автостоянкой.
На территории базы отдыха действует детский оздоровительный лагерь с одноименным названием. Для размещения детей в детском оздоровительном лагере «Глубокое озеро» были построены деревянные и кирпичные коттеджи. с 2—5-местными спальными номерами.